# Sojuz TM-6
Sojuz TM-6  è la denominazione di una missione della navicella spaziale Sojuz T verso la stazione spaziale sovietica Mir. Si trattò del sesto volo di una navicella Sojuz verso la predetta stazione spaziale nonché dell'ottantaduesimo volo nell'ambito del programma Sojuz sovietico.

## Equipaggio
| Ruolo                  | Equipaggio al lancio                           | Equipaggio all'atterraggio                 |
| ---------------------- | ---------------------------------------------- | ------------------------------------------ |
| Comandante             | Vladimir Ljachov, Roscosmos Mir 2 Terzo volo   | Vladimir Titov, Roscosmos Mir 3 Terzo volo |
| Cosmonauta Ricercatore | Valerij Poljakov, Roscosmos Mir 3/4 Primo volo | Musa Manarov, Roscosmos Mir 3 Primo volo   |
| Cosmonauta Ricercatore | Abdul Momand, Intercosmos Primo volo           | Jean-Loup Chrétien, CNES Secondo volo      |

### Equipaggio di riserva
| Ruolo                  | Equipaggio                    | Equipaggio                    |
| ---------------------- | ----------------------------- | ----------------------------- |
| Comandante             | Anatolij Berezovoj, Roscosmos | Anatolij Berezovoj, Roscosmos |
| Cosmonauta Ricercatore | German Arzamazov, Roscosmos   | German Arzamazov, Roscosmos   |
| Cosmonauta Ricercatore | Mohammad Masum, Intercosmos   | Mohammad Masum, Intercosmos   |

## Missione
Il lancio della missione avvenne il 29 agosto 1988 dal (cosmodromo di Baikonur nella repubblica socialista sovietica di Kazakistan.
Ljachov era stato addestrato quale comandante della navicella spaziale Sojuz per missioni in solitaria, cioè per effettuare eventuali missioni di soccorso e di evacuazione della stazione spaziale sovietica Mir. Pertanto spettava esclusivamente a lui il compito di pilotare la capsula spaziale. Per i due cosmonauti compagni di missione Poljakov e Momand, due scienziati addestrati quali cosmonauti di ricerca, si trattava del primo volo nello spazio. Compito principale del medico Poljakov fu quello di rimanere a bordo della Mir insieme ai cosmonauti Manarov e Titov per osservare ed analizzare lo stato di salute durante gli ultimi mesi del loro soggiorno di un anno a bordo della stazione spaziale. Momand invece partecipò alla missione quale cosmonauta ospite per il programma Intercosmos, diventando così il primo cittadino dell'Afghanistan a raggiungere lo spazio. Come era solito per tutte le missioni del programma Intercosmos, il suo compito principale durante la missione consisteva in vari esperimenti di osservazione del suo paese di origine, in particolar modo la registrazione di immagini fotografiche.
Durante i preparativi per la manovra di atterraggio, il computer di bordo della Sojuz ebbe un malfunzionamento causato da un sovraccarico, a sua volta generato da un nuovo software, utilizzato per la prima volta durante questa missione. Pertanto si dovette attendere l'accensione dei retrorazzi frenanti, ritardando la manovra di atterraggio di due orbite terrestri, che fu il tempo necessario per reinstallare sul computer di bordo il vecchio software, usato con successo durante precedenti missioni.
La manovra riuscì a perfezione e l'atterraggio avvenne il 21 dicembre 1988 dopo ben 1.807 orbite terrestri – a circa 160 km a sud-est di Dzhezkazgan nella steppa del  Kazakistan. La navicella spaziale era pertanto rimasta in volo per 114 giorni, 5 ore, 33 minuti e 49 secondi.

## Ulteriori dati di volo
- aggancio alla MIR: 31 agosto 1988 05:40:44 UTC
- distacco dalla MIR: 21 dicembre 1988, 02:32:54 UTC
- atterraggio equipaggio orig.: 7 settembre 1988 a bordo di Sojuz TM-5 00:49:38 UTC 202 km a sud-est di  Dzhezkazgan, RSS di Kazakistan
- durata per l'equipaggio orig.: 8 giorni, 20 ore, 26 min
- denominazione astronomica internazionale: 1988-75

I parametri sopra elencati indicato i dati pubblicati immediatamente dopo il termine della fase di lancio. Le continue variazioni ed i cambi di traiettoria d'orbita sono dovute alle manovre di aggancio. Pertanto eventuali altre indicazioni risultanti da fonti diverse sono probabili ed attendibili in considerazione di quanto descritto.